# Das Wiener Lied
Das Wiener Lied ist ein US-amerikanisches Stummfilmdrama aus dem Jahr 1927 von Harry d’Abbadie d’Arrast mit Adolphe Menjou in der Hauptrolle. Der Film wurde von Paramount Famous Lasky produziert.

## Handlung
Der Wiener Komponist Franz Rossi verliebt sich in Gretchen, ein armes, aber sympathisches Mädchen, und heiratet sie. Er komponiert eine Operette, die ein enormer Erfolg wird. Er vernachlässigt seine Frau und hat eine Affäre mit einer Tänzerin. Gretchen entdeckt seine Untreue am Vorabend der 150. Aufführung der Operette und verlässt ihn. Franz erkennt, wie viel Gretchen ihm bedeutet, am nächsten Tag folgt er ihr in ihr Hotel und bewirkt eine Versöhnung.

## Hintergrund
Da keine Kopien der sechs Filmrollen existieren, gilt der Film als verschollen.

## Veröffentlichung
Die Premiere des Films fand am 17. Dezember 1927 in New York statt. In Österreich kam er am 1. März 1929 in die Kinos.

## Kritiken
Mordaunt Hall von der The New York Times beschrieb das Werk als einen brillant inszenierten Film, der mit einer Fülle von Story-Material gesegnet sei. Durch D'Abbie D'Arrasts fachmännische und höchst fantasievolle Behandlung sei dieses Thema weitaus fesselnder als viele Filme mit einer wirklich komplizierten Handlung. Der Hauptdarsteller Adolphe Menjou liefere eine äußerst kompetente Darstellung ab. Der Film sei eine Produktion, die vielen Hollywood-Regisseuren als Vorbild dienen könnte, denn nie lasse der Regisseur irgendetwas in diesen Film einfließen, das als langweilig oder künstlich ausgelegt werden könnte. Es gebe eine Reihe charmanter kleiner Details, die die Charaktere recht lebensecht machen.